# كأس كرواتيا 2015–16
كأس كرواتيا 2015–16 (بالكرواتية: Hrvatski nogometni kup 2015./16.)‏ هو الموسم 25 من كأس كرواتيا. أقيم خلال الفترة 26 أغسطس 2015 وحتى 10 مايو 2016، وأشرف على تنظيمه اتحاد كرواتيا لكرة القدم، وكان عدد الأندية المشاركة فيه 46، وفاز فيه نادي دينامو زغرب.